# Arbanasi
Arbanasi (bulgariska: Арбанаси) är ett distrikt och en by i kommunen Obsjtina Veliko Tărnovo och regionen Veliko Tărnovo i norra Bulgarien, som ligger på en hög platå mellan de större städerna Veliko Tărnovo och Gorna Orjachovitsa. Byn är känd för sin rika historia och de många monumenten, som till exempel medeltida kyrkor och arkitektur från den bulgariska renässansen, och som har gjort byn till ett populärt turistmål.

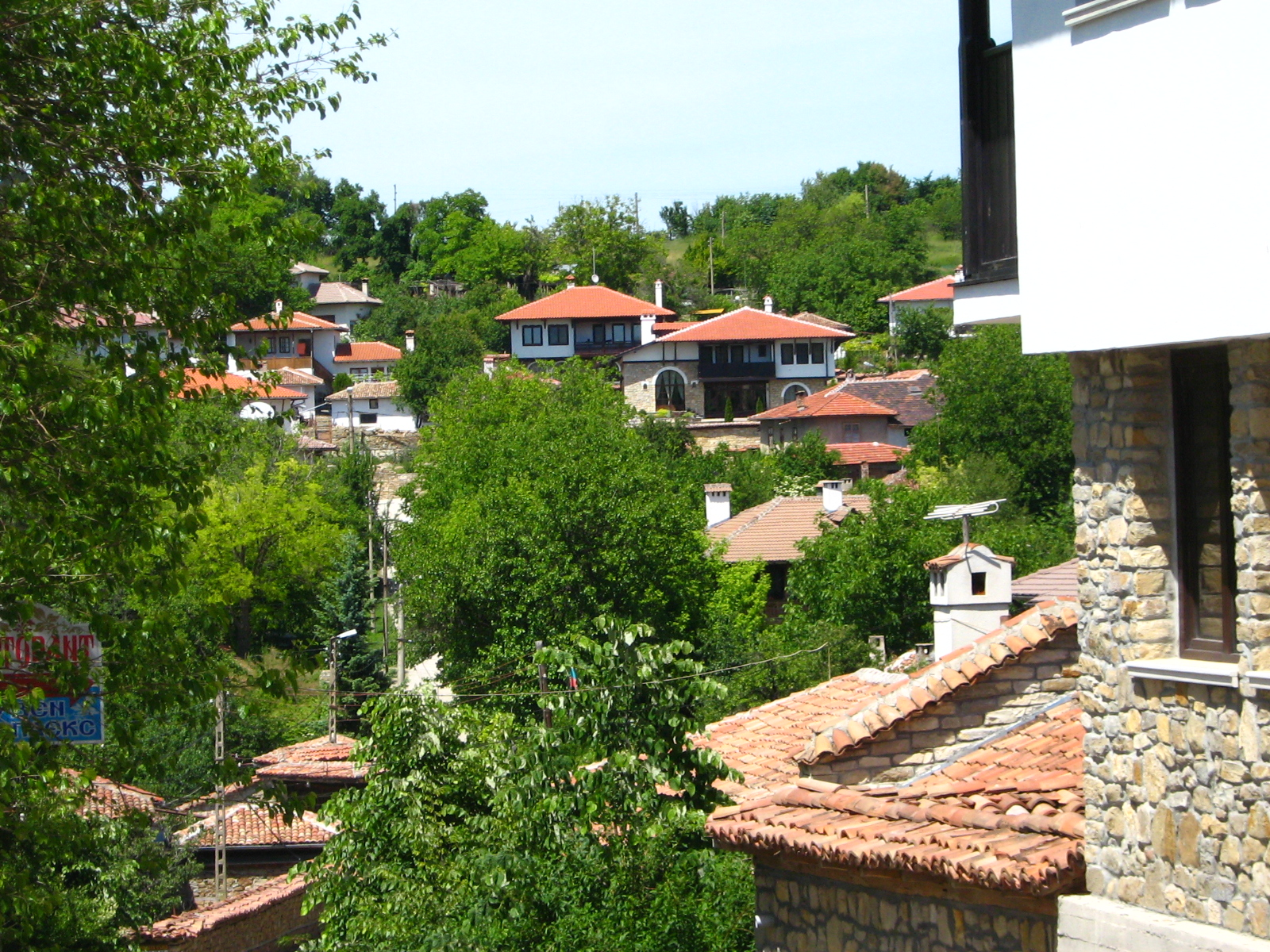
Arbanasi

Byns namn kommer av det grekiska ordet Αλβανικος eller Αλβανος, som liksom det turkiska arnavut, användes för att beteckna albaner och andra människor som kom från stora albanskbefolkade delar av Makedonien och Albanien, oavsett vilken nationalitet de hade.